# Хоррам-Дашт (дегестан, остан Марказі)
Хоррам-Дашт (перс. خرم دشت) — дегестан в Ірані, у бахші Камаре, в шагрестані Хомейн остану Марказі. За даними перепису 2006 року, його населення становило 6360 осіб, які проживали у складі 1708 сімей.

## Населені пункти
До складу дегестану входять такі населені пункти:
- Аліабад
- Андарпа
- Варче
- Гаджіабад (Камаре, 33°39′ пн.ш. 50°04′ сх.д.)
- Гаджіабад (Камаре, 33°40′ пн.ш. 49°59′ сх.д.)
- Давудабад
- Даніян
- Дарре-Шур
- Естаглак
- Есфандже
- Каджарестан
- Кандга
- Кука
- Лакан
- Мазар
- Мазрае-Госейн-Софла
- Мазрае-є Госейнабад-е Олія
- Мібаран
- Мінудашт
- Могаммадабад
- Могаммадіє
- Робат-е Олія
- Робат-е Софла
- Тагіяк
- Тайєбабад
- Фейзі-Гасан
- Хейрабад
- Чагар-Так
- Чешме-є Ака